# M29 Weasel
L'M29 Weasel ("donnola") era un cingolato leggero da trasporto americano della seconda guerra mondiale.

## Sviluppo
Il progetto del Weasel nacque nel 1941, come T15, seguendo una specifica del War Department. La specifica, alla quale si sarebbe interessato Winston Churchill in persona, in vista di una progettata riconquista della Norvegia, prevedeva un veicolo idoneo a muoversi sulla neve fino a 40 km/h, con una pendenza massima superabile di 30°, con un raggio di sterzo di 3,65m e un'autonomia di 362 km; il veicolo inoltre, doveva essere aviotrasportabile e paracadutabile. La candidatura della Studebaker allo sviluppo e produzione fu accettata nel maggio 1942 e il prototipo fu completato in 34 giorni di febbrile attività. I tempi di sviluppo furono abbreviati dal ricorso a motore, frizione, trasmissione e sospensioni dell'automobile civile Studebaker Champion. In grande segretezza il prototipo fu portato per essere collaudato nella Columbia Britannica. Fu confrontato da parte dell'87th Mountain Regiment con altri veicoli da neve disponibili ed entro il 1942 fu giudicato idoneo alla produzione come M28.

## La macchina
Lo Studebaker Weasel era un veicolo da trasporto leggero cingolato, espressamente progettato per operare su terreni innevati ma rivelatosi perfettamente idoneo, grazie alla bassa pressione specifica al suolo, a operare anche in aree desertiche, fangose o su strada. Il mezzo presentava un'architettura semplice, con pianta rettangolare e scafo con pareti verticali, aperto superiormente, con capacità di trasporto limitata a un guidatore e tre soldati o 545 kg di carico; il peso rimorchiabile era di 1.900 kg. Il motore era lo Studebaker Model 6-170 Champion a sei cilindri in linea, raffreddato ad acqua, da 65HP a 3.600 giri/min, alimentato a benzina. La configurazione iniziale T15, o M28, aveva motore posteriore e trazione anteriore, tramite cambio a tre marce con riduttore, mentre il definitivo T24, o M29 aveva l'architettura inversa e sospensioni a balestre trasversali. Anche il treno di rotolamento ebbe una certa evoluzione, passando da 4 a 8 ruote per lato, con cingoli allargati. Normalmente l'M29 era disarmato ma prevedeva un supporto per una mitragliatrice Colt-Browning M1919A4 da 7,62mm.

## Le versioni
Complessivamente furono prodotti 15.124 esemplari dello Studebaker Cargo Carrier, suddivisi in tre versioni principali: circa 7.124 tra M28 ed M29 e circa 8.000 M29C Ark. La versione di maggior successo fu l'M29C che, nonostante il nome ufficiale Ark (arca) era per tutti Weasel o Water Weasel; quando la produzione fu sospesa, alla fine della Seconda guerra mondiale, furono cancellati ordini per circa 10.000 esemplari. L'M29C era praticamente uguale all'M29 ma, per garantire la galleggiabilità, aveva un cassone stagno sul muso e uno in coda. Il movimento in acqua era dato dalla rotazione dei cingoli, mentre posteriormente vi erano due timoni di direzione azionati da un volante; una caratteristica originale del mezzo era costituita da un dispositivo di autodistruzione con una carica di trinitrotoluolo.

## L'impiego

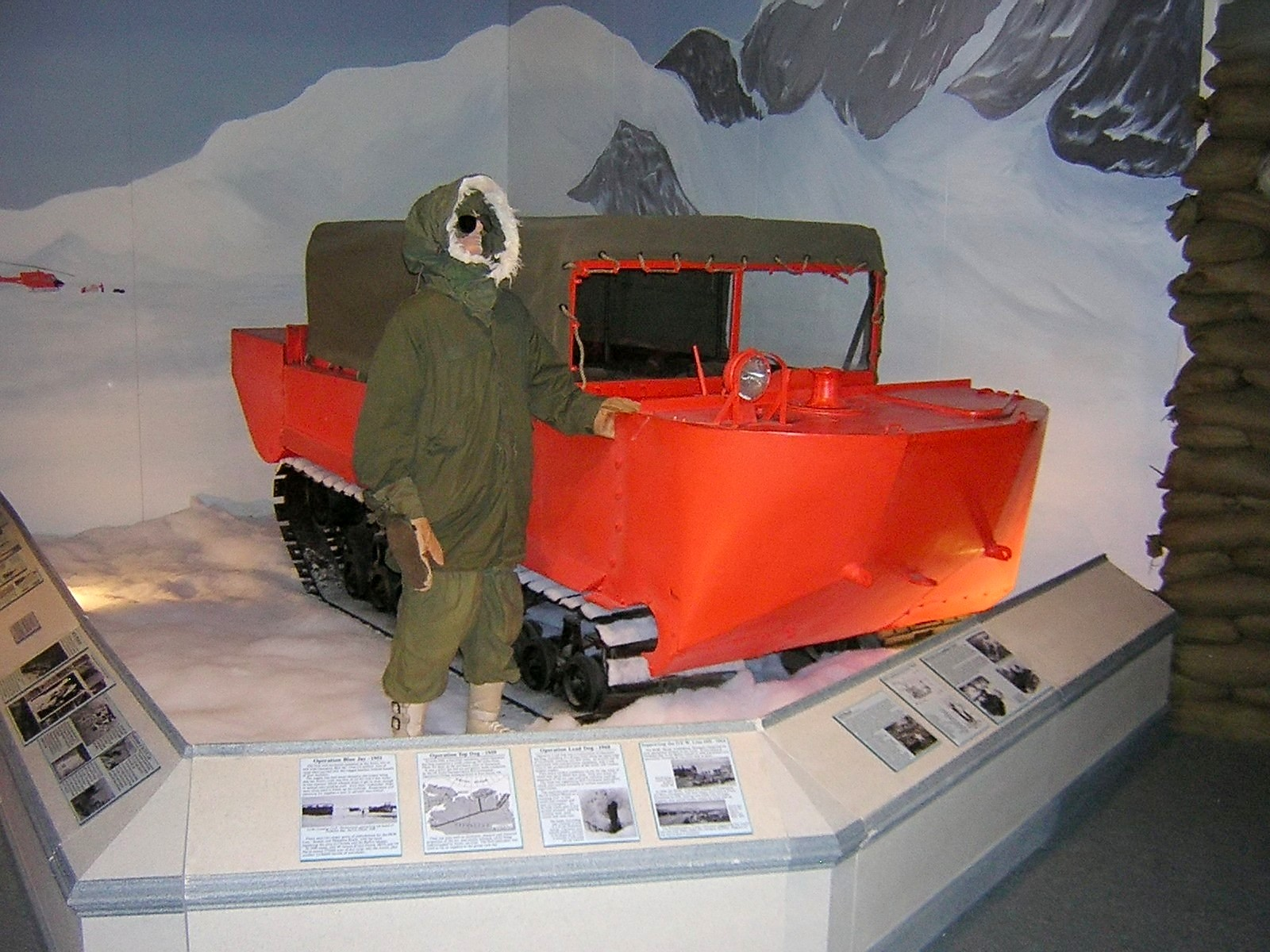
Un M29 esposto in un diorama all'interno di un museo in configurazione artica.

L'attività addestrativa con gli M28 iniziò già alla fine del 1942 da parte del 1st Special Service Group, formato da canadesi e americani, in Canada e a Camp Hale, in Colorado. I Weasel furono tra i primi veicoli a prendere terra in Normandia, furono impiegati nella conquista di St. Lô e nell'Offensiva delle Ardenne per poi prendere parte al passaggio del Reno. Nel Pacifico si rivelarono insostituibili sul terreno vulcanico di Iwo Jima e in altre operazioni. Il loro impiego proseguì anche nel dopoguerra fino ad anni '60 inoltrati e le forze armate americane ne fecero uso in Corea e in Vietnam. Fu impiegato anche nelle missioni artiche e antartiche dello US Army e della US Navy. Il British Army impiegò i Weasel dal 1944 e per alcuni anni dopo la guerra, così come fecero altri alleati degli USA ma anche paesi neutrali. Il Weasel ebbe derivati per impiego civile e fu anche oggetto di ipotesi di sviluppo di nuove versioni militari che, tuttavia, rimasero senza seguito.